# КТЕЛ

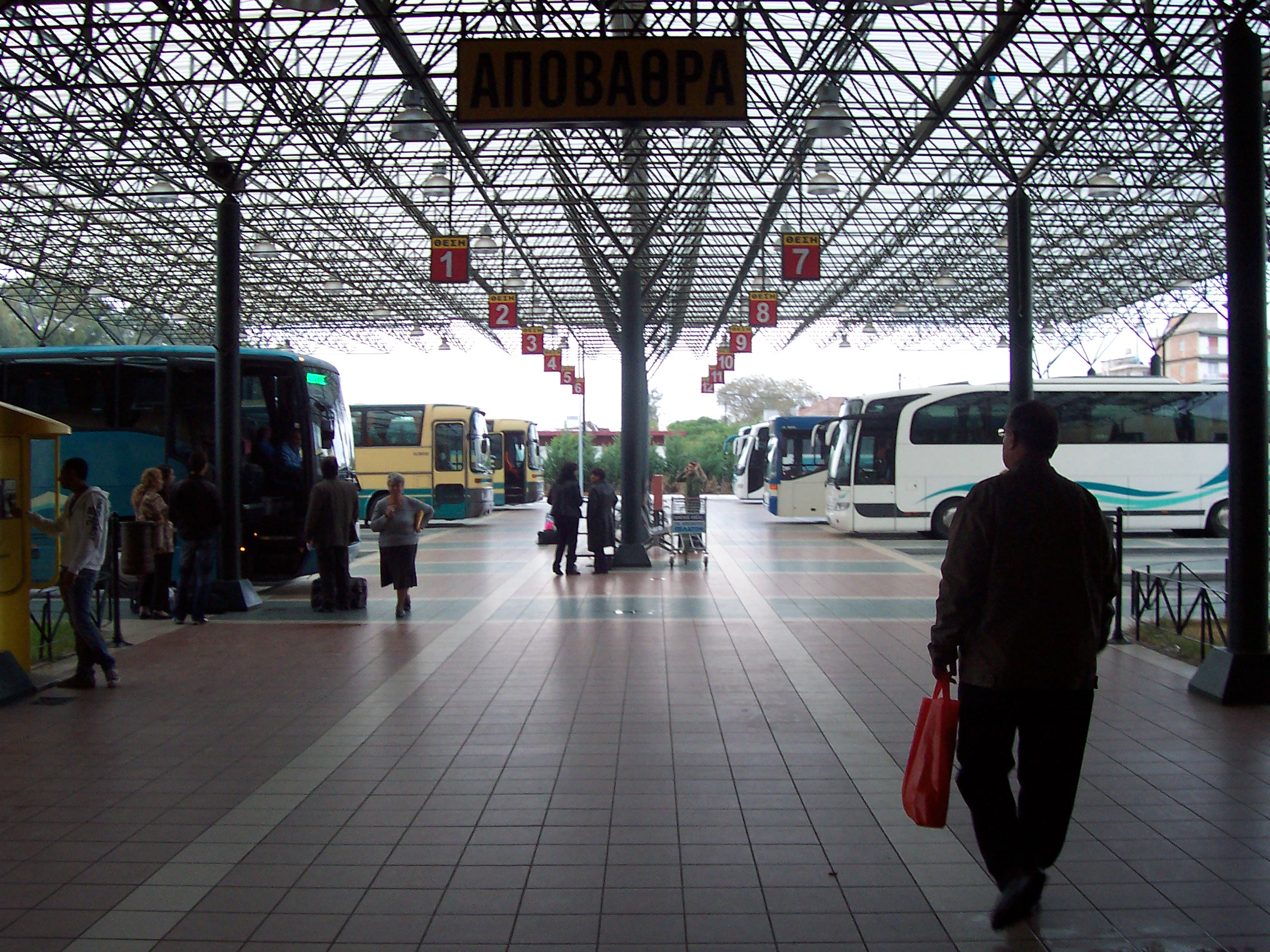
Станция КТЕЛ в Пиргосе

КТЕЛ (греч. Κοινά Ταμεία Εισπράξεων Λεωφορείων, ΚΤΕΛ) — основная междугородняя система автобусного транспорта в Греции. Представляет собой кооперацию 62 региональных автобусных компаний, которая именуется в соответствии с названием региона, который они обслуживают, например KTEL Аттики. Организация KTEL была основана в 1952 году. Около 80% всех пассажирских перевозок в Греции осуществляется через KTEL. 

## Внешние ссылки
- Информация о KTEL
- Сайт бронирования поездок KTEL